# 東笠巻新田
東笠巻新田（ひがしかさまきしんでん）は、新潟県新潟市南区の町字。郵便番号は950-1406。

## 概要
1889年（明治22年）から現在の大字。信濃川支流の鷲ノ木大通川流域に位置する。もとは江戸時代から1889年（明治22年）まであった東笠巻新田の区域の一部。

### 隣接する町字
北から東回り順に、以下の町字と隣接する。
- 獺ヶ通
- 東笠巻
- 西笠巻新田
- 山崎興野
- 鷲ノ木新田

## 歴史
1641年（寛永18年）に東笠巻村のうちに開発され、後に分村。なお、分村年代は不明。

### 年表
- 1889年（明治22年）4月1日 : 合併により鷲巻村の大字となる。
- 1890年（明治23年） : 鷲巻村役場所が鷲ノ木新田から移転し、村役場所在地となる[5]。
- 1955年（昭和30年）3月31日 : 合併により白根町の大字となる。
- 1959年（昭和34年）6月1日 : 白根町の市制施行により、白根市の大字となる。
- 2005年（平成17年）3月21日 : 合併により新潟市の大字となる。
- 2007年（平成19年）4月1日 : 新潟市の政令指定都市移行により、南区の大字となる。

## 世帯数と人口
2018年（平成30年）1月31日現在の世帯数と人口は以下の通りである。
| 大字       | 世帯数 | 人口  |
| ---------- | ------ | ----- |
| 東笠巻新田 | 89世帯 | 314人 |

## 小・中学校の学区
市立小・中学校に通う場合、学区は以下の通りとなる。
| 番地 | 小学校             | 中学校               |
| ---- | ------------------ | -------------------- |
| 全域 | 新潟市立大鷲小学校 | 新潟市立白根北中学校 |

## 主な企業・施設
- 新潟市アグリパーク
- 新潟市農業活性化研究センター

## 交通

### 道路
- 新潟県道46号新潟中央環状線
- 新潟県道141号白根黒埼線